# Tréteau de Tabarin
Cet article concerne le cabaret de la rue Pigalle. Pour le cabaret de la Lune rousse, voir La Lune rousse.
Pour les autres significations, voir Tabarin (homonymie).
Le Tréteau de Tabarin est un cabaret parisien fondé en 1895 au 58, rue Pigalle dans le 9e arrondissement. Il tient son nom du bateleur et comédien du théâtre de la foire Tabarin (1584-1626), tout comme le bal Tabarin voisin.
Il sera renommé La Boîte à Fursy, théâtre Doré et La Lune rousse avant de disparaître à la fin des années 1950.

## Histoire
Le 12 octobre 1895, Maurice Ropiquet ouvre un cabaret artistique dans l'ancien hôtel de l'amiral Duperré. Il confie le secrétariat général au chansonnier et journaliste Henri Fursy (1866-1929), qui fait rapidement la renommée du lieu grâce à ses collaborations dans la presse. Théodore Botrel s'y produit notamment ainsi que Lucien Boyer, Numa Blès et Dominique Bonnaud, futurs fondateurs du cabaret La Lune rousse, boulevard de Clichy.
En désaccord avec Ropiquet, Fursy rachète en 1899 le célèbre Chat-Noir voisin dont le propriétaire, Rodolphe Salis, est mort deux ans plus tôt, et la rebaptise La Boîte à Fursy,. Son départ de la rue Pigalle entraîne la faillite de l'établissement qu'il rachète à son tour en 1901 pour y transférer La Boîte à Fursy.
Le théâtre Doré d'Henri Léoni lui succède en 1913. L'année suivante, Dominique Bonnaud y transfère La Lune rousse qu'il dirige désormais avec le chansonnier Georges Baltha, puis avec Léon Michel, lequel reste seul aux commandes à partir des années 1930. On peut y applaudir entre autres René Dorin, René Sarvil, Pierre Dac ou encore Suzy Solidor. A la Libération, le chansonnier et dramaturge Jean Marsac reprend les rênes de l'établissement, son précédent directeur, Martini, ayant été écarté pour collaboration, et assure le succès du lieu jusqu'à la fin des années 1950 où le cabaret est transféré rue Victor-Massé et le bâtiment démoli pour faire place à un immeuble d'habitation.
La Boîte à Fursy réapparaîtra de 1918 à 1923 au 27 boulevard des Italiens (2e arr.), puis de 1923 à 1928 au Moulin de la chanson, 43 boulevard de Clichy (9e arr.).

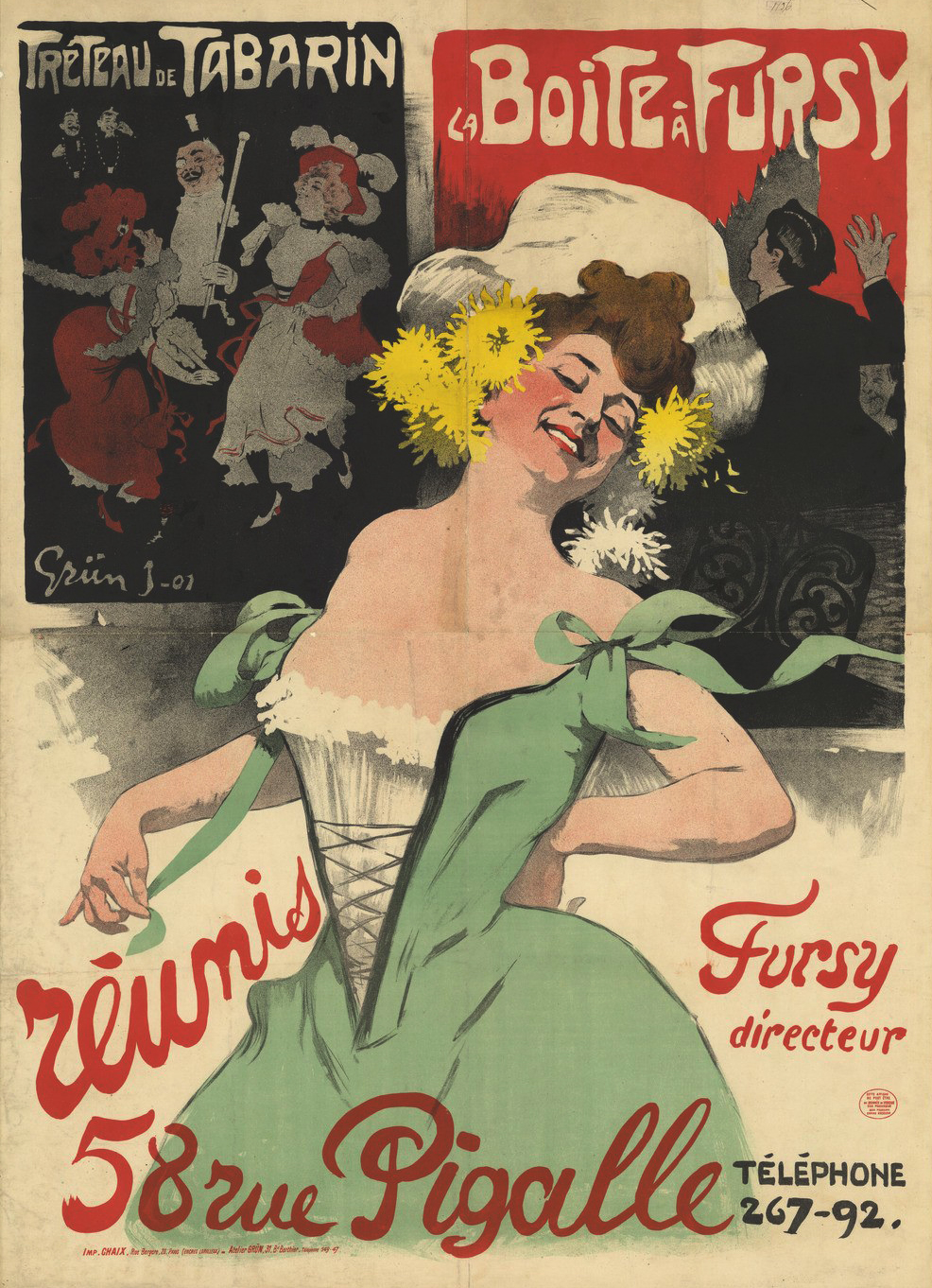
Affiche pour le transfert de la Boîte à Fursy rue Pigalle (1905).
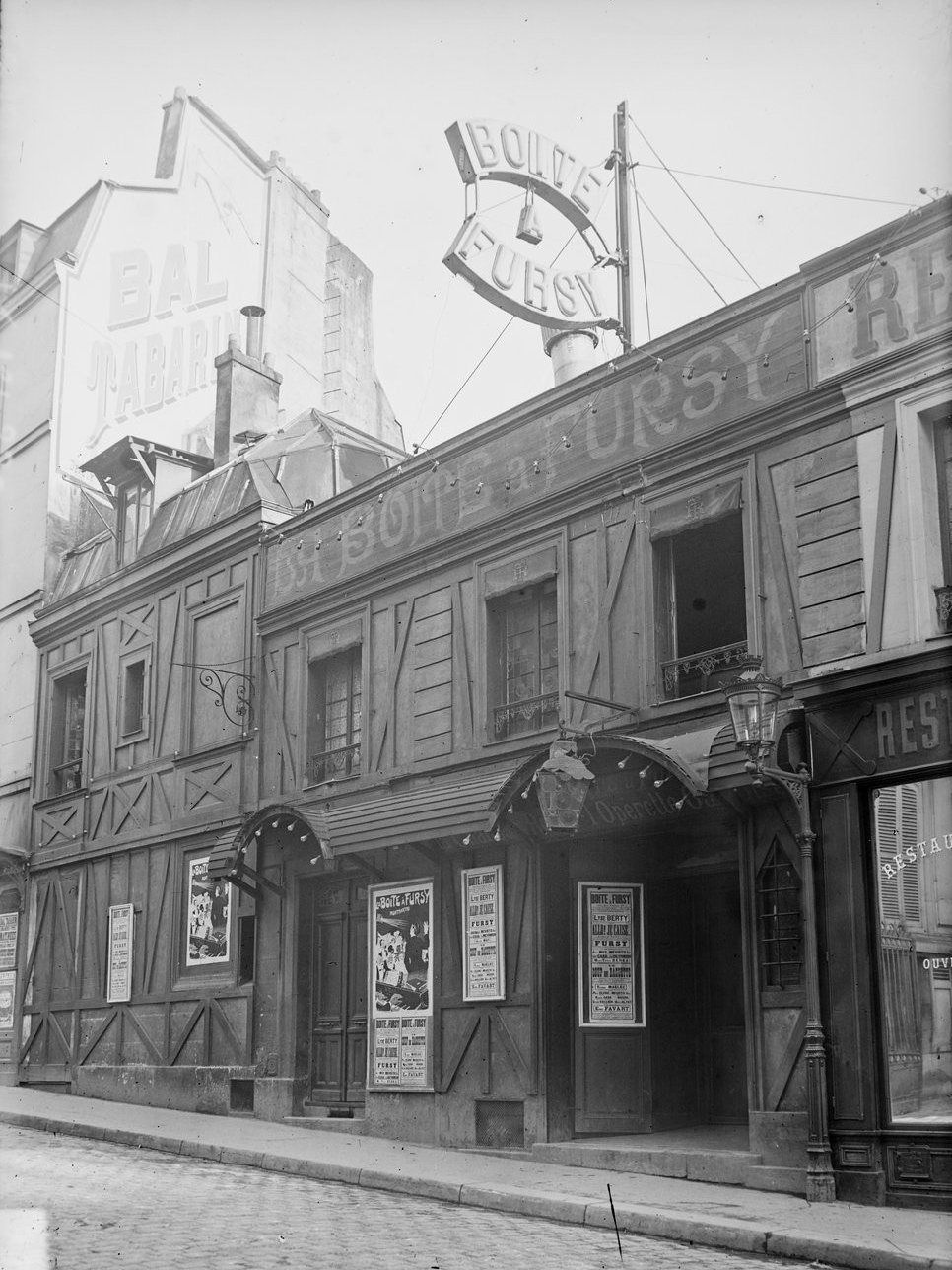
Façade de la Boîte à Fursy, rue Pigalle (1909).